# جی‌اس-۶۶۲۰
جی‌اس-۶۶۲۰(به انگلیسی: GS-6620) یک داروی ضد ویروس است که یک آنالوگ نوکلئوتید محسوب می شود. این دارو برای درمان هپاتیت C توسعه داده شد، اما در حالی که اثرات ضد ویروسی بسیار خوبی را در آزمایش‌های اولیه نشان داد، به دلیل جذب کم و متغیر در روده که باعث غلظت غیر قابل پیش بینی در خون می شد، نمی توان آن را با موفقیت در قالب یک دوز خوراکی استفاده کرد. با این وجود همچنان به عنوان یک درمان بالقوه برای سایر بیماری‌های ویروسی مانند بیماری ویروسی ابولا مورد بررسی قرار گرفته است.